# Sparkster: Rocket Knight Adventures 2
Sparkster: Rocket Knight Adventures 2 (スパークスター ロケットナイトアドベンチャー2?) è un videogioco a piattaforme sviluppato e pubblicato nel 1994 da Konami per Sega Mega Drive. Creato da Yasushi Takano, il videogioco, noto anche semplicemente come Sparkster, si differenzia dal omonimo titolo per Super Nintendo Entertainment System, nonostante la presenza di Sparkster, l'opossum corazzato introdotto in Rocket Knight Adventures.